# Alfonso Cortés
Alfonso Cortés Bendaña (León, 9 de diciembre de 1893 - 3 de febrero de 1969) fue un poeta, periodista, traductor y maestro nicaragüense considerado uno de los tres grandes poetas nacionales junto con Salomón de la Selva y Azarías H. Pallais, después de Rubén Darío. Pertenece al movimiento de postmodernista en Centroamérica y demuestra una gran influencia del simbolismo francés de Mallarmé. 
En 1922, Francisca Sánchez del Pozo, última compañera y viuda de Rubén Darío, llegó desde España a la ciudad de León para recoger los últimos papeles y documentos legados a su hijo, Rubén Darío Sánchez, Cortés la recibió y le ayudó en ese trabajo. Agradecida ella, le hizo donación del inmueble, modestísima herencia material que le dejara "su amado Rubén". Se trataba de aquella misma casa que para Darío niño era "temerosa por las noches" y llenaba su espíritu de terrores.
En esa misma casa, en febrero de 1927, perdió la razón para no recobrarla jamás, pero esta situación no menguó su talento literario escribiendo algunos de sus mejores poemas durante este período.

## Biografía
Como Darío, fue un niño prodigio, a los tres años de edad sabía leer. Desde muy pequeño reveló su vocación hacia el arte de la literatura empezando a crear sus primeros versos a la edad de siete años, "El disco de Oro", se denomina su primer poema, del cual se conserva el texto.
Sus estudios primarios fueron realizados en la escuela del maestro Vicente Ibarra y estudió hasta el tercer año de bachillerato en el Instituto Nacional de Occidente, y al abandonar sus estudios se dedicó al magisterio y a las letras, mientras se dedicaba a esta labor, estudiaba lenguas de manera autodidacta y adquirió los conocimientos suficientes para traducir del inglés, del italiano, del portugués y del francés, llegando a dominar a la perfección este último idioma. Cortés leyó ampliamente sobre el mundo esotérico, la filosofía, la literatura mundial, especialmente el simbolismo francés y por supuesto, la obra de Rubén Darío.
En 1920 realiza un viaje a México con el motivo de asistir al "Primer Congreso de Periodistas Hispanoamericanos". A su regreso se detiene en Guatemala donde participa con su poema “La Odisea del Istmo” en los Juegos Florales de Quezaltenango en el mes de septiembre de 1921 durante la denominada "Feria Centroamericana de Independencia" resultando ganador del Primer Premio en Poesía. Trabaja como redactor del diario El Excélsior y el año siguiente regresa a Nicaragua.

## Pérdida de la razón
Vivió en la vieja casa en que pasó su infancia Rubén Darío y se dice que en esa casa, el 18 de febrero de 1927, entra en estado de locura para no recuperar la razón jamás, pero al mismo tiempo continuó su labor literaria, el primer poema escrito en este estado esquizofrénico es "La canción del espacio".Su familia lo mantenía encerrado por sus crisis de furia y a veces lo tenían encadenado a una viga del techo. En uno de esos encierros, ya estando demente, escribió su famoso poema "Ventana", llamado originalmente "Un detalle", mismo que fue inspiración para la primera canción que compusiera su compatriota Hernaldo Zúñiga titulada "Ventanillas", con la cual obtuvo el tercer lugar en su primera de dos participaciones en el Festival Internacional de la Canción de Viña del Mar en su XV edición en 1974, en Chile.
Ernesto Cardenal lo recuerda en forma memorable: "En la misma vieja casa de las Cuatro Esquinas, que antes fuera de Rubén Darío, vivía un extraño loco, conocido en toda la ciudad con el nombre del Loco Cortés o el Poeta Loco. Alfonso Cortés había nacido en León, a fines del siglo pasado. Yo recuerdo sus ojos pálidos, azules, y su barba posiblemente rojiza, cuando los chiquillos de la escuela pasábamos por su casa haciéndole burlas. La familia lo tenía con grillos por temor de sus furias, y si uno se asomaba por el zaguán, podía vérsele al fondo del corredor oscuro. Los chiquillos no sabíamos entonces, y tampoco los mayores, que ese hombre era uno de los más grandes poetas de la lengua castellana.
Debido a su esquizofrenia permaneció atado por cadenas sujetadas al techo, hasta que en 1944 fue internado en el Hospital de Enfermos Mentales de Managua. En Managua es objeto de muchos homenajes por su destacada participación literaria. En 1951 es trasladado a Costa Rica pero tres meses después retorna a su país de origen. En 1967 el Dr. Lorenzo Guerrero Gutiérrez, entonces presidente de la república lo hizo trasladar del Hospital de enfermos mentales a su casa en León, bajo el cuidado de sus hermanas.
En su excelente artículo sobre Alfonso Cortés dice Pablo Antonio Cuadra: "Alfonso es el primer gran poeta metafísico que produce Centroamérica. Metafísico en el sentido en que su poesía siempre tiende a saltar al otro lado del misterio de las cosas visibles, creando -con el auxilio de su locura- un lenguaje alucinante, que por asociaciones y contrastes de palabras y conceptos, nos hace participar y penetrar en esa zona de misterio y de sombra..."

## Fallecimiento
Falleció el 3 de febrero de 1969 a los 75 años de edad, poco después de haber recibido un homenaje por la Universidad Nacional Autónoma de Nicaragua (UNAN). Está sepultado en la Catedral de León, en la misma donde reposan los restos de sus coterráneos Miguel Larreynaga, Rubén Darío, Salomón de la Selva y José de la Cruz Mena.

## Su Poesía
Su producción poética se puede dividir en tres etapas: Poesía modernista, poesía alfonsina, y poesía didáctica; sin embargo, se trata de unas etapas poéticas intemporales, es decir que no se encuentra evolución, cambio, progreso o división entre cordura y locura, adolescencia y madurez, tratándose solamente de una división que se produce por lo largo de su producción. Según Nicasio Urbina "La poesía de Cortés es un discurso metafísico, un espacio textual donde las cosas cobran vida y espíritu, donde las palabras se agitan con una vocación profunda y trascendental. Espacio, tiempo y sonido son signos omnipresentes en todos sus versos, signos que se desdoblan en una pluralidad de sentidos creando imágenes nuevas, encontrando misterios donde nosotros vemos materia, y asiendo en una forma casi natural y cotidiana, lo que para nosotros es evocación hermética y problema impenetrable".Cortés estaba muy claro de su trabajo intelectual y poético. Así lo estipula él claramente en el "Proemio" a Las coplas del pueblo (1965), "Ya libre de los estudios intermediarios, y, entrando más de lleno a entregarme al cultivo de las letras, tiene cabida mi época de mayor actuación en el campo del revolucionarismo intelectivo y de la especulación ideológica, en mi ciudad natal, formándolo la acción continua en el sentido intelectualista, la digresión filosófica personal, la elaboración de teorías y sistemas conceptuales, que llegaban a comprender hasta el universo mismo en total..."(7). 

### Poesía alfonsina
Se caracteriza por ser una poesía oscura y misteriosa con rasgos netamente metafísicos; llena de figuras abstractas e ideas profundamente filosóficas. Los temas en la poesía alfonsina hacen alusión a la esencia, la forma, el número, la materia, el Ser, Dios, la eternidad, el espacio y el tiempo. El poema "Un detalle" (renombrado como "Ventana" por José Coronel Urtecho) es el poema característico de esta etapa. Para Pablo Antonio Cuadra con el poema "La piedra viva" da inicio a su poesía metafísica. Según Thomas Merton, citado por Varela-Ibarra, "Su mejor poesía, que es absolutamente individual, la ha escrito ya en momentos de "lucidez" ya en momentos en que se podría tener por "orate". Pero también tenemos que ha escrito algunos muy malos versos estando indistintamente "cuerdo" y no muy cuerdo. Sus buenos versos son a la vez metafísicos y surrealistas, con un carácter personal hondo, oníricos y existenciales. Los malos son simplemente convencionales".
El efecto de la nominación se extiende en el valor de los sonidos en la obra de Alfonso Cortés, esas voces que se escuchan, los murmullos de las cosas y los silencios de los que habla en ese hermoso poema que es "Almas sucias" fechado en 1913. Esto demuestra que no fue la locura la que o llevó a escribir su gran poesía anfonsina. "Abro para el silencio la inercia de la fluida / distancia, que no vemos, entre una y otra vida / y tras la cual las cosas que miramos observan... // Yo elevaré las vastas esencias que conservan / su secreto de sueños dentro del pecho enorme, / que dentro de mí tienen una idea conforme, / y uniré los detalles de Forma, Luz y Acento / que unifica la pálida lejanía del viento; // porque bajo, entre y sobre los cielos, la distancia / de que os hablo, es la idea que pone la fragancia / de unidas relaciones sutiles, como losas, // un silencio, una inercia del alma de las cosas!" (Poesías, 57). 
En uno de los poemas titulado "Yo" se encuentra quizás la mejor definición de su concepto lingüístico, el secreto del lenguaje como medio de enunciación en toda su capacidad vocativa y su inútil aprehensión del mundo. La concepción del lenguaje de Alfonso Cortés se desprende de una forma de entender el universo, sus relaciones y su dependencia, sus implicaciones teológicas y cosmogónicas, la subordinación de este orden a un orden mayor. Después de repasar los elementos del mundo el poeta presenta su concepción: "Yo no. Yo sé que todo es inefable rito / en el que oficia un coro de arcángeles en vuelo, / y que la eternidad vive en sagrado celo, / en el que engendra el hombre y pare lo infinito. // Por eso, mis palabras son silencio hablado, / y en la fatal urdimbre de cada ser, encuentro / difícil lo sabido y fácil lo ignorado..." (Tardes de oro, 101). 
Aquí se encuentra ya la esencia del sistema poético del poeta Cortés, su relación con el mundo y el conocimiento y la función del lenguaje en la dinámica de esa relación. Como se puede ver, el sistema semiótico de la obra de Alfonso Cortés y sus relaciones estructurales estaba ya establecido para el año 1927. Todos los principales símbolos han sido ya constituidos, la significación y las relaciones paradigmáticas del sistema están ya en pie, sólidamente establecidas a través de una serie de poemas.
La concepción del tiempo es otro factor característico de la conceptualización del mundo en Alfonso Cortés. Su preocupación por el tiempo se remonta a sus primeras elaboraciones. En su famoso poema "Fuga de Otoño" que data de 1913, vemos una transformación de las dimensiones cuya esencia es fenomenológica, se plantea un mundo cuya estética se emparenta con la estética del extrañamiento, y cuyo origen tiene poco que ver con la perturbación mental del poeta y mucho que ver con su peculiar concepción de la existencia. Esta reversión de la impresión fenomenológica es otro rasgo fundamental de la sustancia de la expresión poética de Alfonso Cortés, rasgo cuya comprensión es fundamental para una lectura cabal de sus páginas. "Aquí todo, hasta el tiempo se hace espacio. / En los viejos / caminos nuestra voz yerra como un olvido, / y a un éter lleno de recuerdos, se ha salido / de nosotros el alma, para vernos de lejos" (Poesías, 10). La lucha por penetrar el misterio y comprender la significación del tiempo y el espacio está presente en casi todos los poemas de Alfonso Cortés. En "La flor del fruto" se lee: "El hombre es árbol místico y apenas / comprende Espacio y Tiempo si se vierte / en flor de su alma y fruto de sus venas..." (Poesías, 50).
El estudio de la concepción de espacio en Alfonso Cortés es algo que debe ser revaluado con cuidado, considerando que puede existir en el poeta más de una concepción del mismo. Hay por lo menos dos interpretaciones del espacio: el espacio físico con sus dimensiones concretas y su fenomenología, y el espacio metafísico que es el que en realidad preocupa al poeta. Este espacio es una dimensión espiritual en la que se transforma la experiencia humana y el conocimiento, algo similar al espacio lingüístico del poema, donde la vivencia se hace espacio por medio de la realización semiótica del discurso. El espacio físico no existe para Cortés, en la medida en que éste no tiene ninguna importancia absoluta, su relatividad lo anula, es como "La distancia que hay de aquí a / una estrella que nunca ha existido" en "La canción del espacio". El espacio es más bien el lugar de la escritura, la dimensión creada por el vacío de los significantes, la ausencia que evoca la presencia del signo. En "Más allá", un poema de 1918 está explícita esta idea: "...Mientras paseo / pienso en espacios y cual pienso, escribo" (Tardes de oro, 21). Cuando esta visión del espacio se plantea de términos físicos carece de sentido, parece una proposición reducida al absurdo, pero no es así cuando lo examinamos desde una perspectiva metafísica y una filosofía del lenguaje.

### Poesía modernista
Alfonso Cortés se inicia en el grupo modernista de León bajo la sombra de Rubén Darío. Su primer libro fue La Odisea del Istmo, que como ya hemos dicho, ganó los Juegos Florales de Quezaltenango. Este es un largo poema de corte neo-clásico y estética modernista, que canta la hazaña de la Conquista y la Independencia y sueña una paz milagrosa: ""Visión de paz. El cielo esplende; el campo brota / racimos pudorosos y prósperas espigas; / el aire es como un beso, y el sol como una gota / de miel, que se reparte en las eras amigas". Aunque este poema no refleja todavía el misterio y la intuición de sus mejores producciones, podemos ya entrever su pasión por el sonido y el misticismo de su canto. Sin embargo otros poemas anteriores revelan ya de una manera evidente la capacidad poética de Cortés, su ansia de descubrimiento de un mundo hermético e inexplicable, y la formación de un código propio y característico que habrá de permear lo mejor de su producción poética. 
Un elemento fundamental en la obra de Alfonso Cortés es el misterio de la palabra, el poder de la enunciación como fuerza que crea las cosas, que les da vida y las maneja según las voliciones del signo, que conforma en su campo semántico las realidades del universo, haciendo entonces del mundo un fenómeno metonímico regido por una red de tensiones semánticas. En "El canto impersonal" por ejemplo, fechado en 1920, el poeta desarrolla ya esta concepción del verbo y la poesía como una forma independiente, autosuficiente, emancipada de la voluntad creadora y del poeta mismo. "Canto: No. Se escucha un canto vivo, / libre, impersonal, elemental, / como el dulce grito primitivo / con que la luz quebró su cristal // en el pavimento de la sombra... / he aquí llegado el momento, oh tierra / en que el Universo es el que nombra / y la boca del hombre se cierra". (Las siete antorchas, 7). 
En un poema fechado en 1918 titulado "Soneto", encontramos, bajo una forma aún identificable con la estética modernista, la elaboración del sistema de códigos y signos que llegará a definir la poesía de Cortés. La temática es ya definitivamente la del poeta de "Un detalle" o de "La canción del espacio", pero aún no ha llegado al grado de parco desgarramiento y de soledad que define a estos poemas. En "Soneto" el material trágico todavía está envuelto en una formulación estética modernista, los signos apuntan a un referente cultural y pierden en su valor connotativo. Sin embargo hay una voz profética en el poema, un vaticinio que desde una lectura actual cobra una dimensión impresionante: "Si yo hubiera sabido las locuras / los desastres, las ansias, los dolores / en que iba amortiguar sus resplandores / mi corazón cansado de aventuras. // Si hubiera visto sus miradas puras / solo el alma del sueño y de las flores, / no los pálidos y altos sinsabores / del infinito, que me cobra usuras. // Hoy no supiera el mal de los pañuelos / que saludan del mundo flor de crimen, / la trágica ironía de los cielos; // El triste cavilar de los caminos, / y de carga inconsciente con que oprimen / algunas lágrimas y algotros vinos..." (Las siete antorchas, 4).
En este periodo Cortés se destaca por seguir las huellas de Darío, pero con su sello de originalidad incluyendo sus propias modificaciones en la estética. En cuanto a la forma de su poesía modernista se nota una menor preocupación por la medida de los versos, experimentando muchas versificaciones en especial alcanzando gran perfección en el soneto. Unos de los puntos más característico de su poesía es la paradoja; en este periodo su poesía contrasta con la poesía metafísica y se dirige hacia lo sencillo, tangible y natural, careciendo de la originalidad y profundidad filosófica de la poesía alfonsina.

### Poesía didáctica
En los poemas de Alfonso Cortés encontramos que hay desde antes de 1927, la presencia indiscutible de los elementos retóricos que caracterizan lo mejor de su producción poética, y por el contrario de lo que se ha estipulado, encuentramos que con el paso del tiempo, y el desarrollo indiscutible de su perturbación mental, hay un paulatino amaneramiento de su fuerza creadora, y muchas de sus creaciones tardías se conforman a una norma mucho más clásica, mucho más legible en el sentido barthiano de la palabra, con una preocupación más evidente por el lector y una función didáctica explícita.
En una composición de 1965 titulada "El criterio en arte", se encuentrar la explicación de esta evolución en su pensamiento poético. En este poema Cortés señala su cansancio de la búsqueda de la obra maestra y declara su deseo de hacer una poesía más simple, que sea expresión de un pueblo, alejándose de la abstracción suprema y buscando una palabra que sirva para el diario vivir, anclada en la razón que pregona en otro poema. Esto, me parece, tiene mucho que ver con la conciencia de su desequilibrio mental, con la convicción de su locura y el deseo de apartarse de la conceptualización que -aparentemente- lo llevó a esa locura. No se trata de una poesía mala como señalaba Ernesto Cardenal, se trata de una poesía didáctica que Cortés está haciendo a propósito. "Hasta que, viendo que sus parcas rimas / que él no apreciaba por no ser gran cosa, / eran su prez para escalar las cimas, / no aspiró más a hacer su obra grandiosa (Las puertas del pasatiempo, 67). Por eso la poesía de Las rimas universales y Las coplas del pueblo, se apartan de la indagación filosófica y la especulación metafísica. No tienen estos versos el misterio profundo y clarividente que tienen sus mejores poemas anteriores a 1927. Dos años antes de su muerte, Cortés dió a la imprenta El poema cotidiano y otros poemas. "El poema cotidiano" es una composición autobiográfica, distribuida en cuatro cantos y escrita en sextetos de versos dodecasílabos, donde el poeta crea su alter ego Herckman, y narra su relación con el Emir, su padre, el resto de la familia y la poesía. Es una historia de formación y yerros, de oración y buen ejemplo, escrita con maestría y soltura, pero sus versos están muy lejos de sus poemas magistrales anteriores a 1927, carecen de profundidad filosófica y artificio metafórico, y rehúyen la percepción especial del mundo que se refleja en sus mejores poemas.

## Premios y distinciones
- Nombrado Cónsul de Guatemala en México en 1925 (no llegó a asumir el cargo porque regresó a Nicaragua para atender la enfermedad de su madre).
- Exaltado como precursor del movimiento literario de la Vanguardia Nicaragüense, por sus jóvenes fundadores José Coronel Urtecho, Pablo Antonio Cuadra y Joaquín Pasos, de la ciudad de Granada en 1934.
- Medalla otorgada por el Congreso Nacional de Nicaragua en 1950.
- Título de "Doctor Honoris Causa" otorgado por la Universidad Nacional Autónoma de Nicaragua en 1969.

## Obras Publicadas
- La odisea del istmo (Guatemala : Típ. Latina, 1922) - Premiado en los Juegos Florales de Quezaltenango de 1921.
- Poesías (Managua, 1931)
- La música de la existencia (1932)
- Tardes de oro (Managua, 1934)
- Poemas eleusinos (León, 1935)
- 30 poemas de Alfonso (Managua 1952) - Antología poética preparada por Ernesto Cardenal.
- Las siete antorchas del sol (León : Hospicio de San Juan de Dios, 1952)
- Las rimas universales (Managua, 1964), con prólogo de Thomas Merton.
- Las coplas del pueblo (Managua, 1965)
- Las puertas del pasatiempo (Managua, 1967)
- Antología (México: Universidad Nacional Autónoma de México, 1979) Antología poética preparada por Jorge Eduardo Arellano.

## Enlaces
- Poemas de Alfonso Cortés
- Los Tres Grandes (algunos poemas de Alfonso Cortés) Archivado el 7 de abril de 2009 en Wayback Machine.
- Nicaragua y su Blog
- El Nuevo Diario: Alfonso Cortés (1893-1969)

- Datos: Q1163760